# Candemil (Vila Nova de Cerveira)
Candemil ist ein Ort und eine ehemalige Gemeinde (Freguesia) im Norden Portugals.
Candemil gehört zum Kreis Vila Nova de Cerveira im Distrikt Viana do Castelo. Die Gemeinde hatte eine Fläche von 7,2 km² und 236 Einwohner (Stand 30. Juni 2011).
Am 29. September 2013 wurden die Gemeinden Candemil und Gondar zur neuen Gemeinde União das Freguesias de Candemil e Gondar zusammengeschlossen. Candemil ist Sitz dieser neu gebildeten Gemeinde.